# Le Temps

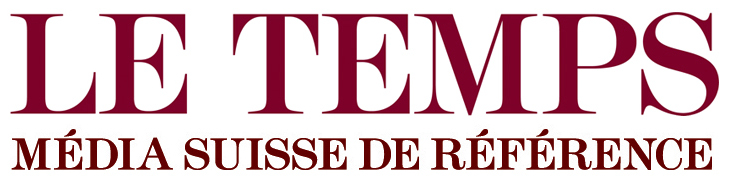
LT baseline 6620 rvb 60

Le Temps je švýcarský deník publikovaný ve francouzském jazyce. Je vydáván v Ženevě od 18. března 1998. Od roku 2014 je v 92% vlastnictví švýcarské mediální skupiny Ringier. Současným šéfredaktorem je Stéphane Benoit-Godet. Formát novin se řadí do kategorie Berliner. Denní náklad Le Temps nepřesáhl ve své historii 50 000 výtisků. Dle Výzkumného oddělení veřejného mínění a společnosti na Curyšské univerzitě byly noviny označeny vysokou kvalitou.